# U.S. Professional Indoor 1968
Lo U.S. Pro Indoor 1968 è stato un torneo di tennis giocato sintetico indoor. È stata la 1ª edizione dello U.S. Pro Indoor, che fa parte del World Championship Tennis 1968. Si è giocato al Wachovia Spectrum di Filadelfia in Pennsylvania negli Stati Uniti dal 5 all'11 febbraio 1968.

## Partecipanti

### Teste di serie
| Nazionalità | Giocatore        | Ranking | Testa di serie |
| ----------- | ---------------- | ------- | -------------- |
| Stati Uniti | Charlie Pasarell |         | 1              |
| Spagna      | Manuel Santana   |         | 2              |
| Stati Uniti | Arthur Ashe      |         | 3              |
| Danimarca   | Jan Leschly      |         | 4              |

### Altri partecipanti
I seguenti giocatori sono passati dalle qualificazioni:

- Dick Stockton

## Campioni

### Singolare maschile
Manuel Santana ha battuto in finale  Jan Leschly 8–6, 6–3